# Gehry Residence

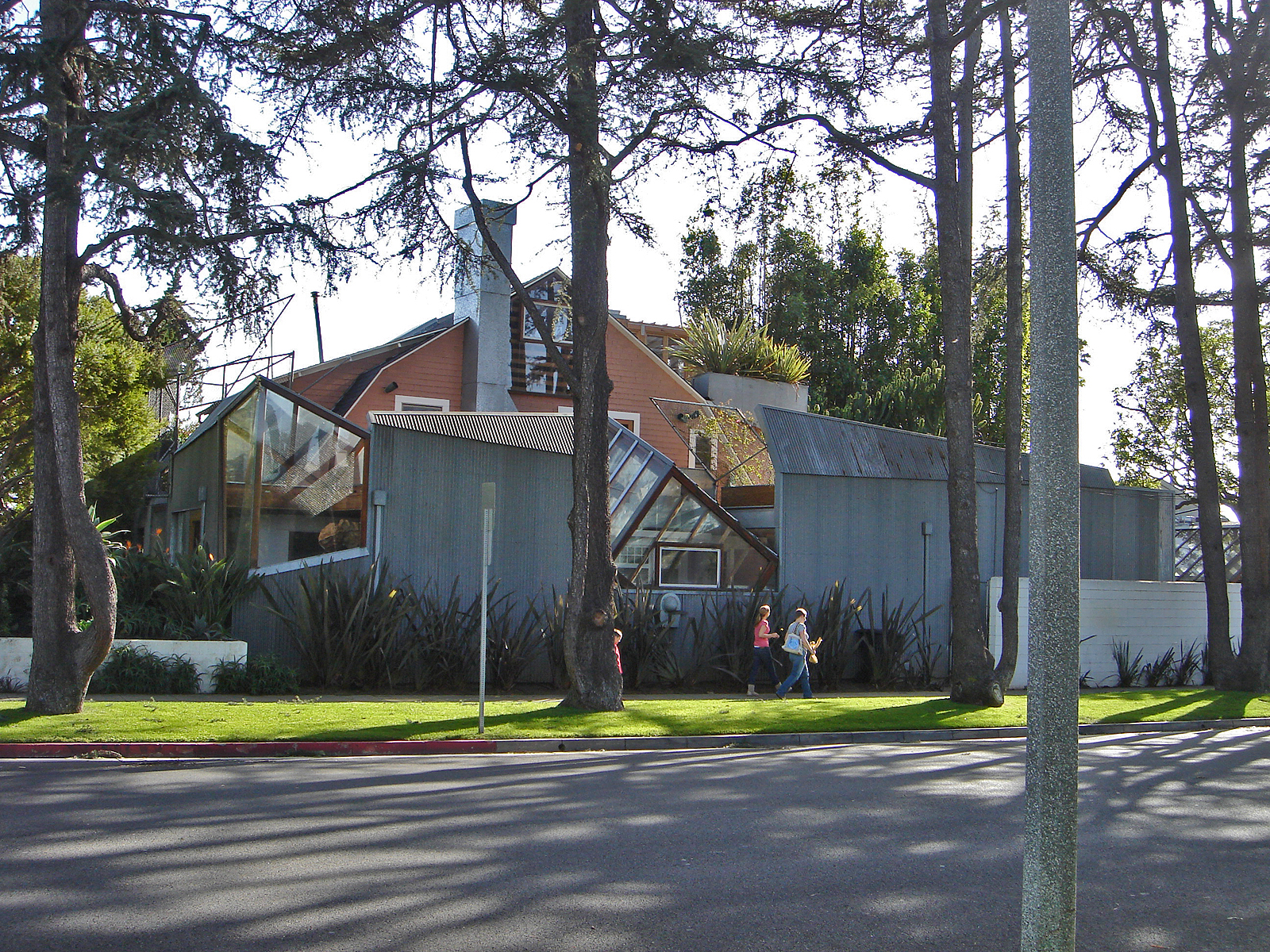
Gehry Residence

Die Gehry Residence ist das Privathaus des Architekten Frank Gehry, das in Santa Monica, Kalifornien steht. Das Haus ist kein neuer Entwurf des für seine dekonstruktivistischen Arbeiten bekannten Gehry, sondern die Erweiterung eines 1920 errichteten Bungalows. 1977 kaufte Gehry mit seiner Frau das Haus und begann mit der Umgestaltung. Dabei blieb das Haus in seiner Struktur bestehen und wurde nur von außen neu verkleidet. Gehry experimentierte dabei mit Elementen, die er schon für seine anderen Entwürfe verwendete. Einen Umbau bekam das Haus 1991, um an die veränderten Bedürfnisse der Familie angepasst zu werden.
2012 bekam das Haus den Twenty-five Year Award.